# 商潢战役
商潢战役是发生在第一次国共内战期间的一次战役，由中国共产党领导的红四方面军进攻国民政府控制下的河南商城和潢川。
黄安战役结束后，红四方面军为了打击北线的国军，扩大其根据地，中共鄂豫皖军委决定发动商潢战役。
商城和潢川共驻守了国军三个师和一个旅，第58师驻防商城，第12师驻防潢川，而蒋介石嫡系汤恩伯第2师和独立第33旅驻扎在商、潢之间。红四方面军根据其部署，又考虑商城城防坚固，决定先进攻第2师在克商城。1932年1月13日，红四方面军总指挥部率红四军第10、第11、第12师自黄安向北开进，由令红二十五军第73师向西策应主力部队发动战役。在此之前，为迷惑国军，徐向前命曾中生率独立师向黄陂佯攻。

## 战役经过
1月19日，红军第11师对第2师展开进攻，发动北亚港战斗，红军第10、第12、第76师又在江家集、豆腐店、双柳树发动进攻。第二师见情况不利，有被包围之势，故逃至商、潢两城。红军便控制了商潢公路，切断了商城和固始国军之间的联系，孤立商城守军。
虽然商城已被孤立，但其城防坚固而红军又缺少有效的攻城武器，故决定采取围点打援的的战法，以一部围住商城，吸引潢川的第12师和第2师增援。而主力部队埋伏在商潢公路侧，伺机消灭援军。河南绥靖公署主任刘峙，急调第76师与潢川第2、第12师兵分两路驰援商城。2月8日，红军在豆腐店地区以正面阻击，迂回包抄之术击溃援军。商城守军见援军被击溃，知守城无望，故弃城逃往麻城。

### 北亚港战斗
1月19日,红军第11师围攻潢川县南部的北亚港第12师之一团，歼其一部，并占领北亚港以北的十里头。21日。傅流店的第2师以一团增援北亚港，11师歼灭援军之一部，剩余援军进入北亚港固守。22日，国军第12师、第2师共派三个团增援北亚港。第11师与其奋战，打退援军，而北亚港守军乘机逃亡潢川，红军胜利占领北亚港。

### 豆腐店战斗
2月7日，刘峙调19个团，分路出援商城。红军指挥部决定以正面阻击，两翼迂回包抄的战术，在豆腐店地区打击援军。8日，红军之一部固守阵地，正面阻击援军。迂回部队迅速行动，歼敌一部后包围其指挥部，断其后路。来援之国军顿时大乱，纷纷后退。红军乘机发动反击，歼其4000余人，残军逃回潢川。红军乘胜追击，直至潢川近郊。

## 战果
红军歼灭国军5000余人，击溃4个师和一个旅，控制了商潢公路，占领了商城。缴获枪支2000余支，电台一部，手摇发电机一部，这也是红四方面军的第一部电台。

## 脚注
1. ↑  . 铁血网. 2010-05-11  [2010-07-06]. （原始内容存档于2010-07-04） （中文）.
2. ↑  《红四方面军的电台工作》选择《艰苦的旅程》人民出版社一九八四年